# 总裁
總裁原是職官名，現代義借用來作公司企業或其他社會組織負責人或最高行政主管的職稱。由於是最高行政主管，所以所有行政事務及政策皆由其裁決，故稱“總裁”。

## 公司企業

### 股份有限公司
在傳統英文企業組織架構中，president（中譯：總裁／總經理）指的是股份有限公司非股東專業經理人所能擔任的最高職位，基本上就等於美國企業流行的執行長（Chief Executive Officer，縮寫為CEO）一職，類似總理大臣，或古代宰相概念，象徵企業「經營權」。一般來說，科技業較偏好執行長（CEO）職稱；傳統產業較常用 president（中譯：總裁／總經理）；至於 general manager（中譯：總經理）比較罕見，一般會在旅館服務業、球隊經營團隊或未設置董事會的中小企業才使用 GM 這個職稱。
而董事長（chairman of the board）則是資方代表，類似君主概念，象徵企業「所有權」。總裁、執行長、總經理三者在股份有限公司企業組織架構中的共同點是，皆由董事會或董事長任命授權，執行並負責企業的實際營運，是公司「經營權」代表。

### 未設置董事會之中小企業
在日韓企業中，President 等同社長職稱（總裁／總經理），且日韓中小企業（有限公司）不一定設有會長（董事長）和董事會，所以 President（社長）在日韓常是指中小企業負責人。當 President 被作為公司負責人職稱使用時，則 General Manager 便會被使用為總經理的英文職稱，簡寫為 GM。
各國中小企業（有限公司）或新創立的公司，也不一定有設有董事會，且企業「所有權」與「經營權」集中於創辦人或負責人一人身上，則此時 President 職稱就代表公司實際負責人。這也是造成中文裡 President 常被誤翻譯成董事長（中小企業可能沒有設立董事會，實際上沒有董事長），導致與總裁、總經理職位名稱混淆的原因之一。
在台灣中小企業（有限公司）中，公司負責人是由股東推派出至少一位董事，但也不一定設有董事會和董事長。所以許多台灣中小企業實際負責人和日韓中小企業一樣為 President（社長）。但民眾普遍慣稱公司負責人為董事長，因此經常出現 President（社長／總裁／總經理）被誤翻譯為董事長的情形。

## 與執行長職位分別
當股份有限公司組織發展到某個階段，單一職位無法負荷和有效率管理整體公司的營運時，便會出現分權與設立新職位的需求，雖然大多數公司，執行長（CEO）與總裁（President）相當於同一職位的兩個別名，但也有些企業董事會是為了權力制衡考量，而同時設置執行長和總裁兩個職位。甚至許多公司創辦人經常會董事長兼總裁／總經理（Chairman of the Board and President）或董事長兼執行長（Chairman and CEO），此時公司就會另外在董事長兼任的職位外設置執行長（CEO）、總裁（President）、總經理（Geneal Manager）或營運長（COO）來統管公司日常營運事務，輔佐兼任總裁或執行長的董事長。
一般來說，如果一個企業同時設有執行長（CEO）和總裁（President）兩個職位時，且都不是由董事長兼任，則執行長往往負責公司策略擬定、新產品方向和未來性事務規劃；總裁會比較偏向負責管理公司日常營運事務，這時候總裁（President）會類似營運長（COO）角色，有些企業甚至會出現總裁兼營運長（President and COO）的情況，也有些公司是由副總經理（VP）來兼任營運長（COO）。實際情況要看公司內規或董事會對於職位的任務分派與權力結構安排。

## 其他法人組織

### 政府機關
中華民國中央銀行最高首長及實際決策者為總裁。

### 政黨

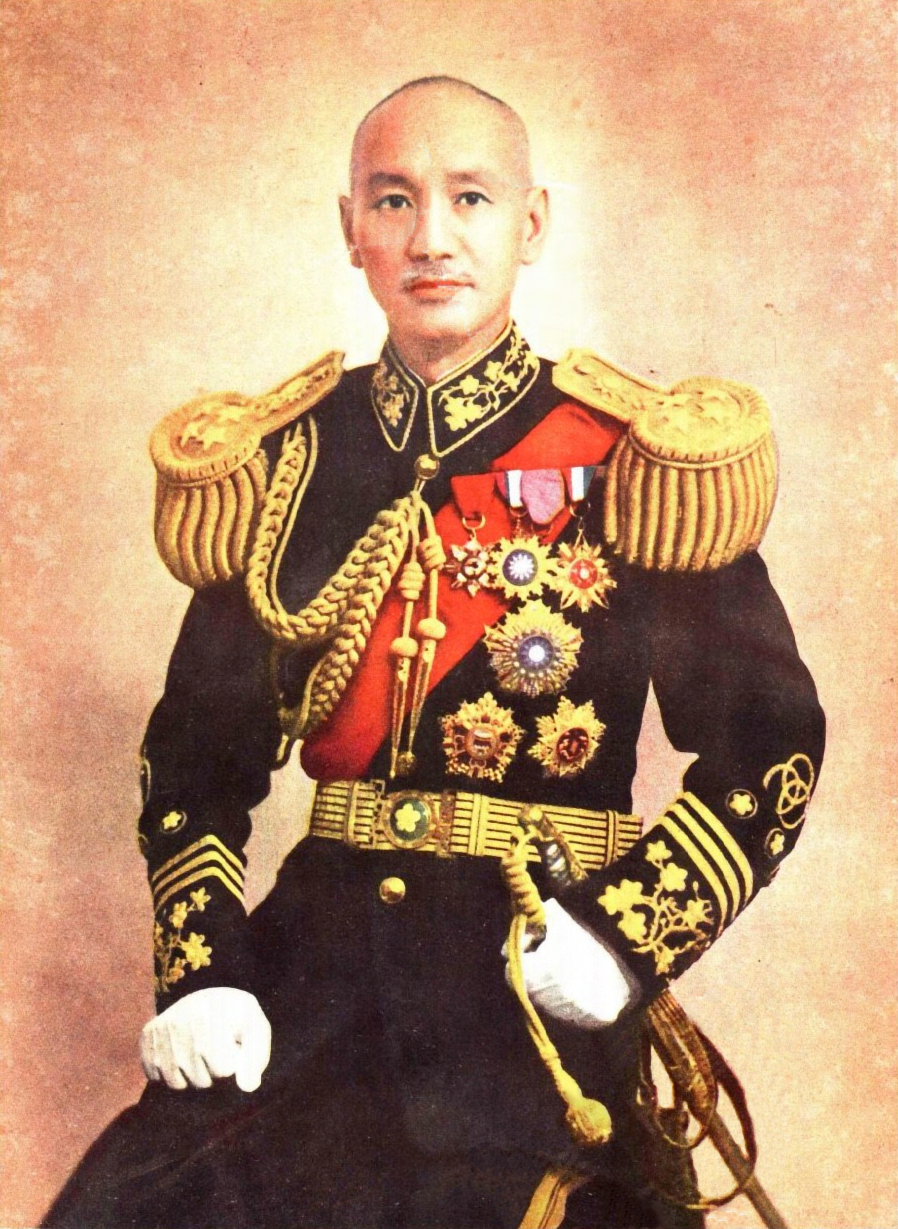
中國國民黨永久總裁蔣中正

蔣中正擔任中國國民黨總裁後，該黨不再將總裁名銜授予其他人，於其逝世後贈其為「永久總裁」，因此「總裁」一詞在該黨黨史中便專指蔣中正個人。

### 國際組織
世界銀行、國際貨幣基金等國際組織的最高行政職位，中文依例也譯為「總裁」。

## 漢字圈中的對應用法
日本明治維新初期，在若干政府機關設立「總裁」（日语：総裁）一職作為負責人；創設於1881年，扮演日本中央銀行角色的日本銀行負責人即為總裁。此外，政黨負責人也常稱總裁，例如日本自由民主黨的黨首就稱為「總裁」，因為自民黨大多數時候都是日本的執政黨，黨首出任內閣總理大臣（首相），常稱為「總理總裁」。
然而，相當於漢語語境中公司總裁的職務，在日本和韩国一般則稱為「社长」。

## 職級對照
| 中文                                                                                           | 英文 | 日語       | 韓語                         |
| ---------------------------------------------------------------------------------------------- | ---- | ---------- | ---------------------------- |
| 董事長、董事會主席                                                                             | ;    | 、         | 會長（）、理事會會長（）     |
| 副董事長、董事會副主席                                                                         |      | 、         | 副會長（）、理事會副會長（   |
| 行政總裁、总裁、董事總經理、总经理（中小企業最高管理人，大型企業集團子公司或事業群最高管理人） |      | （）、（） | （）、（）                   |
| 副總裁、副總經理                                                                               |      | （）       | （）                         |
| 代表董事、公司代表人、法人代表（日韓專屬職務）                                                 |      |            | 代表理事（）                 |
| 執行董事、常務董事                                                                             |      | 、         | 專務（）、常務理事（）       |
| 董事                                                                                           |      | 、         | 理事（）                     |
| 協理、總監、事業群／區域總經理                                                                 |      | 、         | 本部長（）                   |
| 部門（部）處長、（資深）經理                                                                   |      | （）       | （）                         |
| 部門副經理                                                                                     |      | （）       | （）                         |
| 部門（科）課長、（大）組長（以上為主管職）                                                     |      | 、         | 室長（）、課長（）、組長（） |
| 專案經理、小組長、主任、督導員                                                                 |      | 、         | 代理（）、主任（）           |
| 職員                                                                                           |      | （）、（） | （）、（）                   |
| 約聘（僱）、派遣職員、契約員工                                                                 |      | （）       | （）                         |
| 论 编                                                                                          |      |            |                              |

## 参看
- 公司
- 企業
- 法人
- 社長
- 總理
- 首席执行官
- 首席營運長
- 總經理